# Lithosphère
Pour un article plus général, voir Structure interne de la Terre.
 (janvier 2021).
Si vous disposez d'ouvrages ou d'articles de référence ou si vous connaissez des sites web de qualité traitant du thème abordé ici, merci de compléter l'article en donnant les références utiles à sa vérifiabilité et en les liant à la section « Notes et références ».

La tectonique des plaques lithosphériques sur la Terre.

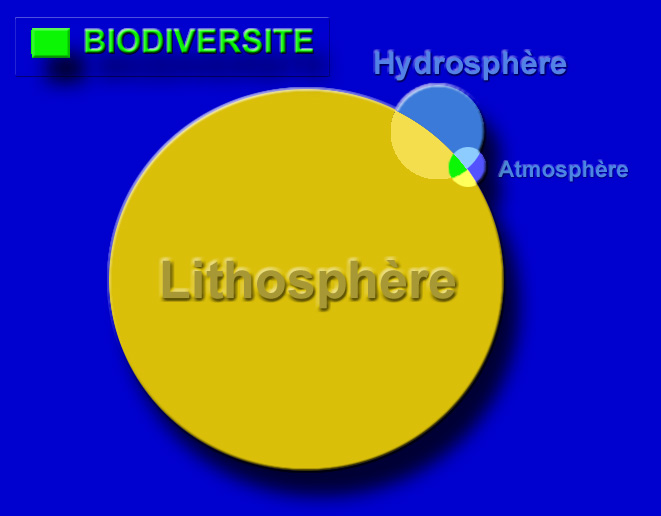
La lithosphère constitue l'essentiel de la planète au contact avec la biosphère, en considération de la masse et du volume, loin devant l'eau et l'air. Elle est le support de la vie (biodiversité) et contient l'essentiel du carbone résiduel fossile sous forme de charbon, gaz, pétrole et roches carbonatées. Ce schéma positionne de manière proportionnée en volume les fonctions écosystémiques actives (dont cycles biogéochimiques) de la biodiversité dans le système Terre-Univers et Eau/air/sol

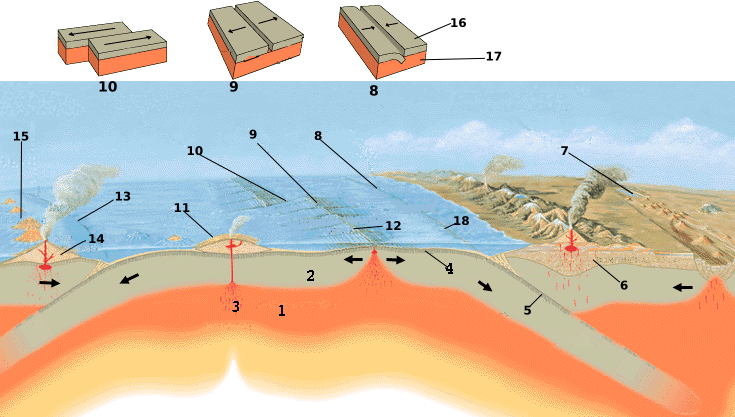
Schéma représentant la lithosphère rigide (2) qui est en équilibre isostatique sur l'asthénosphère ductile (1). La croûte océanique (4) et la croûte continentale (6) sont la partie supérieure de la lithosphère.

La lithosphère  est l'enveloppe rigide de la surface de la Terre. Elle comprend la croûte terrestre et une partie du manteau supérieur.
Elle est divisée en un certain nombre de plaques tectoniques, également appelées plaques lithosphériques.
La lithosphère, relativement rigide sur des échelles de temps de l'ordre de 1 à 10 Ma, repose sur l'asthénosphère, solide mais ductile, plus facilement déformable car constituée de roches dans des conditions physico-mécaniques (pression, température, donc vitesse de déformation accrue), menant à une viscosité relativement faible.
Porteuse des deux types de croûtes, la continentale et l'océanique, la lithosphère existe sous deux types correspondants : la lithosphère continentale, épaisse de 60 km jusqu'à parfois 200 km, âgée de plusieurs milliards d'années et segmentée selon l'histoire des provinces continentales, et la lithosphère océanique, organisée continûment (sinon latéralement au niveau des failles transformantes) selon l'âge de la croûte océanique qu'elle porte, et donc en fonction de la distance à la dorsale, de moindre épaisseur, de quasiment 0 km au niveau de l'axe magmatique des dorsales, de l'ordre d'environ 10 km dès que sortie de la zone tecto-magmatique des dorsales jusqu'à un maximum de 60 à 80 km au niveau des zones de subduction pour un âge maximal de l'ordre de 100 à 175 Ma.

## Étymologie
Le terme lithosphère vient du grec ancien λίθος / líthos, « pierre ») et σφαῖρα / sphaīra, « balle, ballon, globe, sphère »),. Littéralement, le terme lithosphère signifie : le « globe de pierre ».

## Composition
À l'intérieur de la lithosphère, la croûte terrestre est séparée du manteau supérieur par la discontinuité de Mohorovicic (plus communément appelée « Moho »), discontinuité marquée par une modification de la vitesse de propagation des ondes sismiques, correspondant à un changement drastique du matériau composant ces unités, à savoir : des roches ultramafiques pour le manteau lithosphérique, des roches de type basaltiques pour la croûte océanique, des roches de type granulitiques pour la croûte continentale inférieure, la croûte continentale supérieure étant elle de nature granitoïde.
La limite lithosphère-asthénosphère correspond à une limite rhéologique située à l'intérieur du manteau supérieur : de part et d'autre, ce sont les mêmes roches, de même composition chimique, mais du fait des variations de conditions physico-mécaniques, les comportements mécanique et thermique sont différents, passant, en remontant, d'une rhéologie de type fluide et un transport thermique advectif jusqu'au sommet de l'asthénosphère, à une rhéologie rigide et un transport thermique conductif à partir de la base de la lithosphère.
Pour les besoins des modélisations, la limite entre lithosphère et asthénosphère est généralement définie par l'isotherme à 1 300 °C.
Le passage croûte-manteau, lui, est plus superficiel (il se situe au cœur de la lithosphère), et correspond à un changement de composition chimique et de minéralogie des roches.
Le transfert thermique dans la lithosphère se fait par conduction thermique à l'opposé du transfert de chaleur par convection dans l'asthénosphère. Le gradient de température est plus élevé dans la lithosphère (entre 10 et 30 °C/km) que dans l'asthénosphère (0,3 °C/km).
La transformation d'un manteau rigide dans la lithosphère, en un manteau plus déformable (ductile) dans l'asthénosphère, est responsable d'une diminution de la vitesse et d'une atténuation marquée des ondes sismiques P et S au niveau de la « low velocity zone ».

## Cinétiques internes de la lithosphère
Les plaques composant la lithosphère sont animées de mouvements relatifs de divergence, de convergence ou décrochants (de coulissage).
Les mouvements de divergence traduisent un éloignement de deux plaques l'une par rapport à l'autre au niveau d'une dorsale ; la convergence, un rapprochement des deux plaques. La convergence peut être une subduction, une plaque passe au-dessous d'une autre. Il existe deux cas de subduction, une convergence d'une plaque continentale et océanique, avec formation d'une cordillère ou d'un arc insulaire. Dans le second cas la convergence se fait entre deux plaques océaniques avec création d'un arc insulaire ou d'un arc insulaire double et d'une mer marginale formée par le remplissage d'un bassin arrière-arc. Dans le cas de deux plaques continentales, les deux plaques entrent en collision avec un blocage local de la convergence ce qui donne naissance à une chaîne de collision.
La quantité de lithosphère à la surface de la Terre est toujours la même, les mouvements de convergence et de divergence se compensant.